# Рівне (аеропорт)

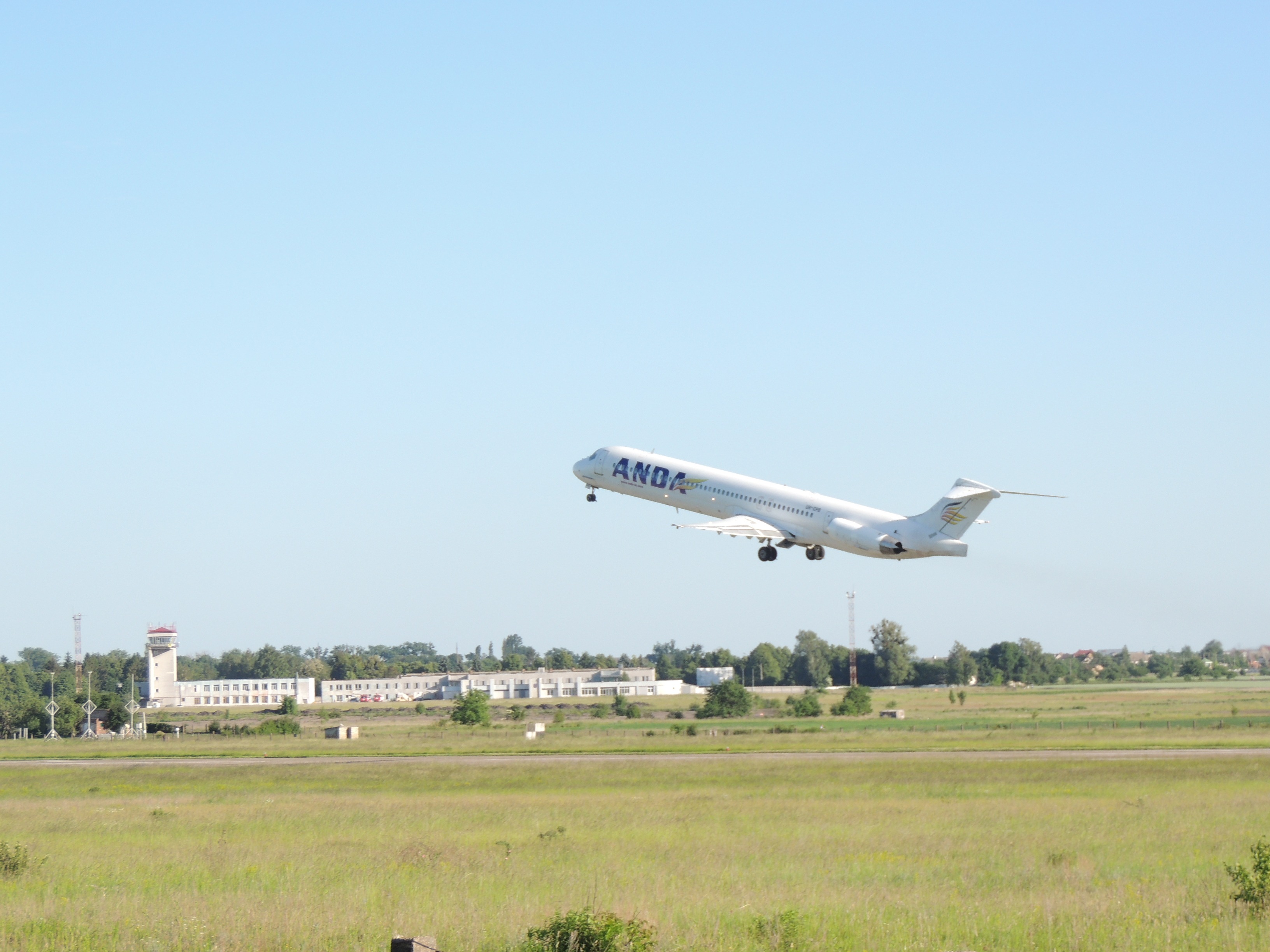
Рівне-Анталія

Міжнародний аеропорт «Рівне» (IATA: RWN, ICAO: UKLR) — український аеропорт у місті Рівному, побудований 1944 року, почав роботу як пасажирський 1945-го. Знаходиться в селі Велика Омеляна за 4 км у південно-західному напрямі від Рівного (Дубенська траса).

## Історія
Влітку 1945 року на колишній військовий аеродром було відкрито перельоти ланки літаків ПО-2 авіазагону ГВФ, що базувалася у Львові. Цей загін мав підтримувати зв'язок із північними районами Рівненщини, забезпечувати їх газетами, перевозити пошту та інше. 

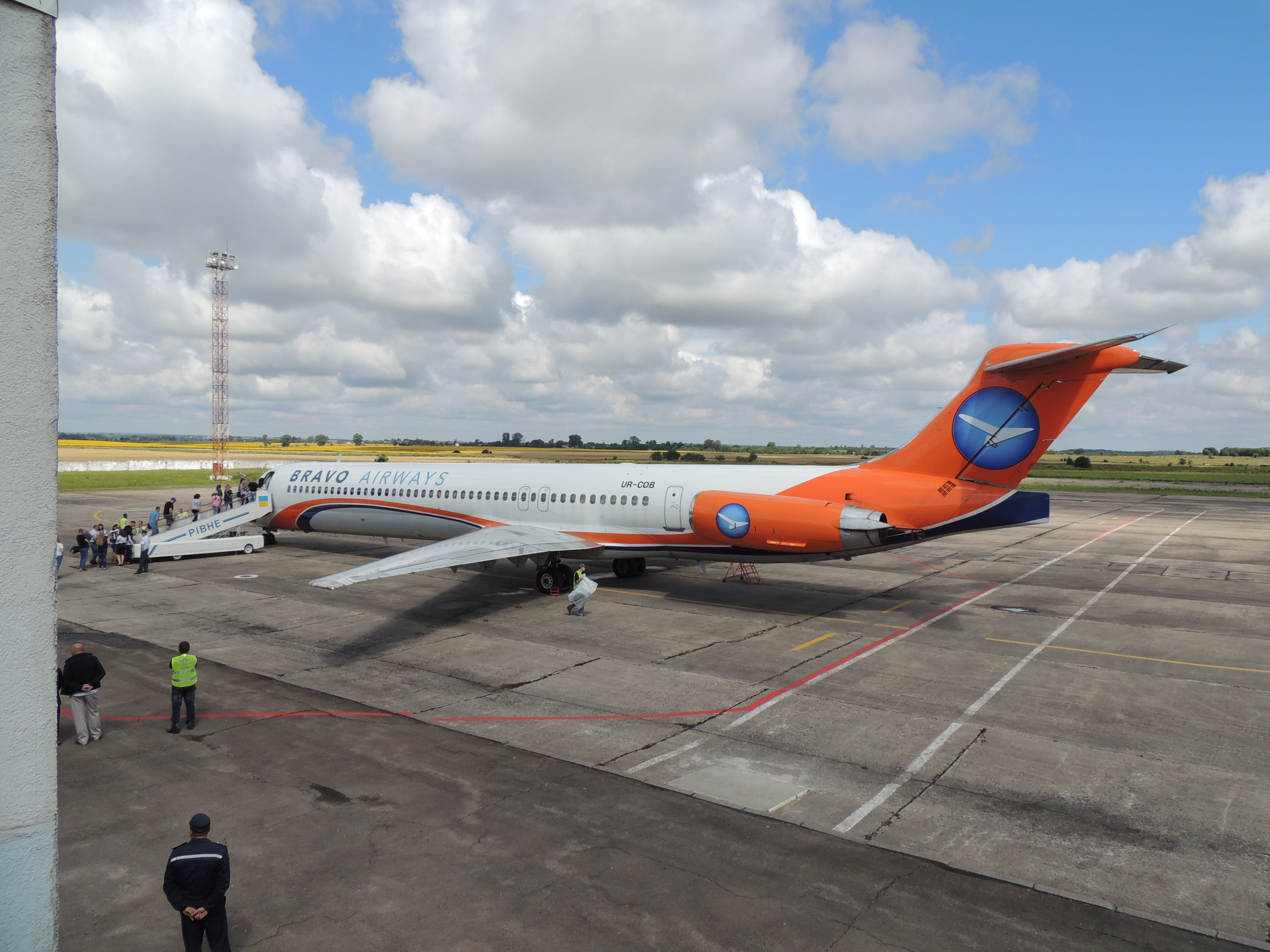
Перший рейс Рівне-Анталія 10.7.2016

1950 року авіапідрозділ збільшив кількість суден, його було перетворено на 224 авіазагін Українського Управління цивільного повітряного флоту (ЦПФ). У 1955 році — реорганізовано в 94 авіазагін ЦПФ.
1962 р. — нова реорганізація, в результаті якої три авіазагони 94, 88 і 98 були об'єднані в 91 авіазагін УТУ ЦПФ, авіаескадрильї якого базувалися в Рівному, Луцьку та Тернополі. Того ж року було збудовано новий аеровокзал. 
1963 р. — 91-й авіазагін було реорганізовано в «Рівненський об'єднаний авіазагін». 
В кінці 70-х років розвиток авіації на Рівненщині пришвидшився. У 1977 році в Рівному було збудовано сучасний аеровокзальний комплекс із якісною злітною смугою, що дозволило приймати літаки типу Ту-134, Ту-154, Як-40, Як-42, Іл-76 та інші. 
На початку 80-х тут освоюється новий тип літаків — Л-410 УВП. 
1990—1994 р.р. — пошук шляхів створення національної цивільної авіації України. Об'єднані авіазагони, як великі виробничі структури вирішено знову реструктурувати.
У 1992 році аеропорт отримав, а в 2005 році підтвердив статус міжнародного.
1993 р. — на базі Рівненського авіазагону створено Державний міжнародний аеропорт «Рівне» і міське Регіональне відділення застосування авіації в народному господарстві (ЗАНГ). Відокремлено базу експлуатації радіотехнічного обладнання і зв'язку (ЕРТОЗ) та агентство повітряних сполучень. 
Грудень 1994 р. — аеропорт та Рівненське відділення ЗАНГ об'єднуються і створюють Рівненське державне авіапідприємство «Універсал-Авіа». 
1 жовтня 2001 р. РДАП «Універсал-Авіа» було реорганізовано шляхом виділення з його складу Державного підприємства «Міжнародний аеропорт Рівне». 

## Сучасний стан
На 2016 рік аеропорт об'єднує роботу 16 служб та відділів, які обслуговують пасажирів, вантажний транспорт, чартерні рейси, кафе, автомобільний вантажний транспорт, оптову торгівлю паливом. На підприємстві працює понад 100 працівників.

Хол аеропорту «Рівне»

10 липня 2016 року вперше за останні 10 років виконано пасажирський рейс за маршрутом Рівне — Анталія. (Не враховуючи чартерних нерегулярних рейсів приватної авіації). З цього часу авіакомпанія Bravo Airways виконує щотижневі недільні рейси за означеним маршрутом в обидві сторони. Замовником чартерних рейсів є туроператор TPG.
У 2016 році аеропорт Рівне прийняв 6997 пасажирів. У 2015 р. повітряна гавань обслужила тільки 394 пасажира. Зростання пасажиропотоку в аеропорту Рівного стало можливим завдяки запуску чартерних програм. У липні 2016 року авіакомпанія Bravo Airways почала польоти за маршрутом Рівне-Анталія. У жовтні перевізник запустив чартерні рейси до Хургади та Шарм-ель-Шейх.
28 грудня 2018 р. підписано договір про базування 3 Ан-26, що належать фірмі «Елерон», з метою здійснення вантажних перевезень по Україні та закордоном. Станом на 2021 рік всі ліцензії отримані, літаки прилітають в аеропорт та перевозять вантажі.
За програмою «Велике Будівництво» президента України Володимира Зеленського, аеропорт Рівне в цьому році отримає 75 млн гривень державних коштів на перший етап реконструкції, а точніше до кінця 2021 року завершити реконструкцію периметрів огорожі і встановити радіотехнічне обладнання. Також планують запустити в кінці року регулярні рейси.
25 лютого 2022 р. злітна смуга аеропорту зазнала ракетного удару.

Натериторії аеропорту діє відділ митного оформлення №3 митного поста «Рівне» та митний склад відкритого типу , що має п’ять складських об’єктів:
• Відкритий майданчик з асфальтобетонним покриттям, площею 6000 кв.м.
• Приміщення складу №1 (зберігання харчових продуктів) - 100 м2;
• Приміщення складу №2 - 420 м2;
• Приміщення складу №3- 420 м2;
Територія обладнана системою відеоконтролю, системою автоматичного зчитування номерів. Наявні статичні автомобільні ваги, оглядовий майданчик під накриттям, рампа та навантажувальна техніка.
На території митного складу надаються брокерські послуги (імпорт, експорт, переробка давальницької сировини, тощо), зберігання на митному складі, зберігання по-за митним терміналом, отримання дозвільних документів.

## Опис

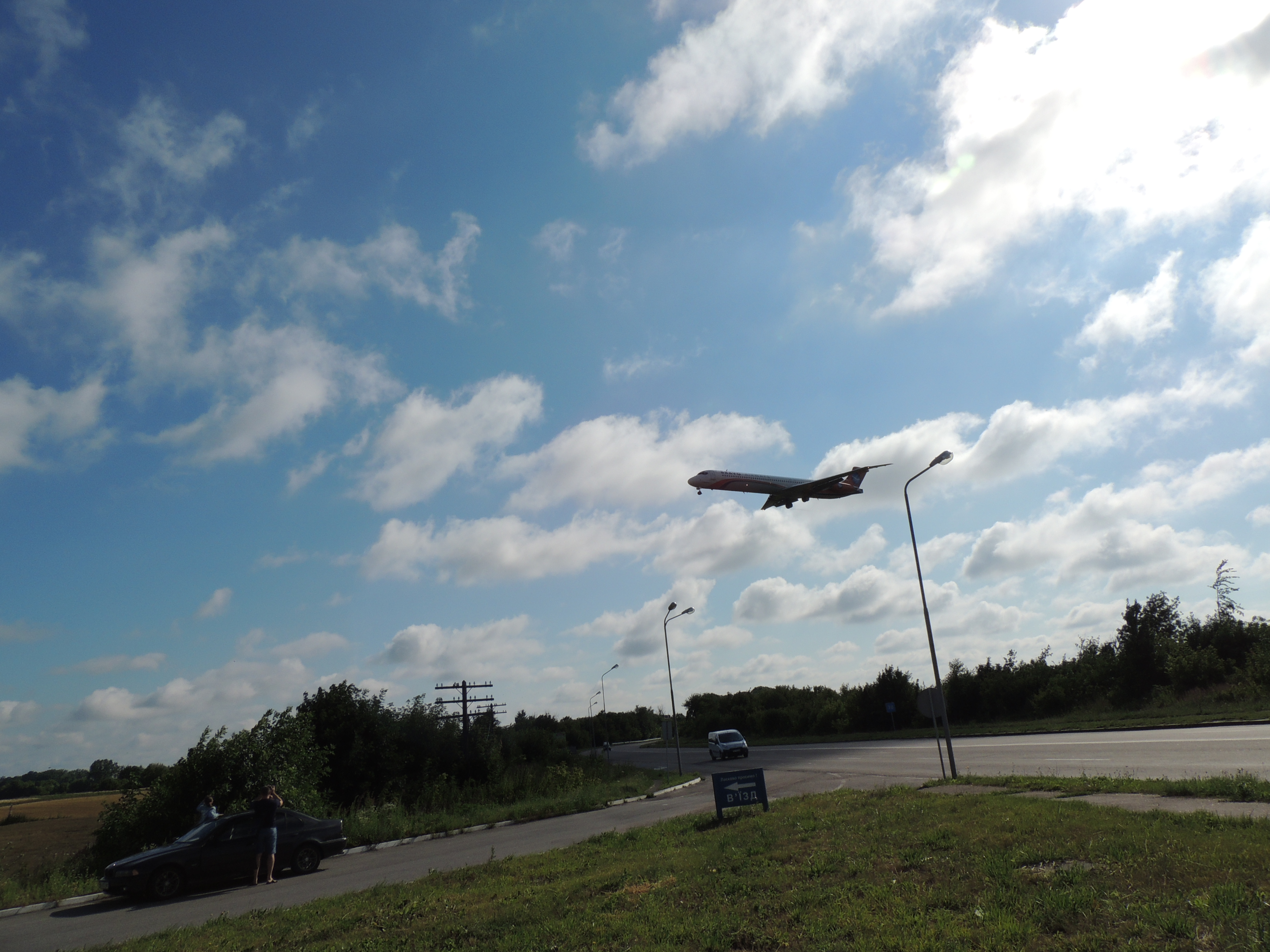
Глісада Рівне (аеропорт) над автобаном Київ-Чоп

Аеропорт створено за часів СРСР. Він знаходиться на відстані 8 км від центру Рівного, практично в межах міста. Біля аеропорту проходять автомобільні магістралі (зокрема, Е-40), що дає можливість за лічені хвилини дістатись до залізничного вокзалу, автовокзалу та центру міста.
Аеропорт займає територію площею 170 га. Має дві злітно-посадкові смуги: одна завдовжки 2626 м і завширшки 42 м, інша — 655 м. Станом на 2016 рік тільки перша зі смуг знаходиться у робочому стані. На території аеропорту розташовані: каси з продажу авіаквитків, представництва авіакомпаній, пункт митного контролю, прикордонний пост, служба перевезень, зал офіційних делегацій, авіадовідка. На привокзальній площі знаходяться: цілодобова платна автомобільна стоянка під охороною, кафе. Поруч з аеропортом є готель «Софія». У місті також є готелі «Мир», «Україна», «Хутір» й ін.
Аеропорт працює з 8:00 до 17:00 (за запитом авіакомпаній — цілодобово).
Поштова адреса: 35360, Україна, Рівненська обл., Рівненський р-н., с. Велика Омеляна, вул. Авіаторів, 5 А

## Статистика
| Рік  | Пасажиропотік | %          | Загальний пасажиропотік по країні | %        | Частка Рівного |
| ---- | ------------- | ---------- | --------------------------------- | -------- | -------------- |
| 2016 | 6997          | ▲ 1675,9 % |                                   |          |                |
| 2017 | 3472          | ▼ 49,62 %  |                                   |          |                |
| 2018 | 6403          | ▲ 84 %     | 20545500                          | ▲ 24,5 % |                |
| 2019 | 11031         | ▲ 72 %     | 24336600                          | ▲ 18,5 % | 0,045          |